# .tel
.tel — общий домен верхнего уровня, используемый для хранения и управления персональными и корпоративными контактами.
По замыслу спонсоров домена, он будет являться зоной хранения контактной информации, управлять которой смогут сами пользователи. Домен .tel отличается от других доменов верхнего уровня тем, что привязывает имена доменов к контактной информации, хранящейся непосредственно в DNS, что позволяет частным лицам и предприятиям использовать DNS для хранения и управления данными.

## Особенности работы
При вводе доменного имени в адресную строку браузера, отправляется запрос в DNS. Ответ DNS не содержит IP-адреса, как в случае с другими доменами, вместо этого DNS возвращает контактные данные и ключевые слова, размещённые непосредственно на странице сайта.
В DNS для сохранения указанных владельцем данных предусмотрено три типа записей: NAPTR, TXT и LOC. Первая позволяет хранить контактную информацию (телефон, факс, e-mail, логин в Skype и др.), а вторая и третья предназначены для публикации коротких текстов и указания местоположения, соответственно.
При этом данные NAPTR строго структурированы — пользователь может задать приоритет их отображения. Таким образом, владелец домена в зоне TEL вправе самостоятельно определять порядок, в котором указанная им контактная информация будет выводиться на экран того или иного устройства. Например, номер телефона может быть первым в списке публикуемых данных, а может отображаться вслед за адресом электронной почты.
Записи формата TXT созданы для указания имён, должностей, названий компаний и организаций, почтовых адресов, а также ключевых слов, используемых при индексации доменного имени в зоне TEL поисковыми системами.
Что касается данных LOC, то они имеют вид географических координат, которые при желании могут быть привязаны к картам Google.
Ещё одно преимущество доменной зоны TEL состоит в том, что вся опубликованная в ней информация активна — то есть, получив её в ответ на запрос к системе DNS, посетитель домена может сразу воспользоваться данными, например, осуществить телефонный звонок или отправить письмо по электронной почте.
Домен .tel задуман, как единая телефонная книга контактов, содержащая информацию как об организациях, так и о частных лицах. Регистрируя домен .tel и размещая Вашу контактную информацию (телефоны, www, e-mail), вы получаете вашу визитную карточку (сайт-визитку) в сети, которая не потребует дальнейших затрат на создание сайта и хостинг.

## История
Это уже не первая попытка запуска домена .tel. Предыдущая заявка, поступившая ещё в октябре 2000 года от популяризатора VoIP Джефа Палвера (Jeff Pulver) была отклонена. Идея Палвера заключалась в простом переводе и без того уникальных номеров телефонов в интернет-адреса. Однако это вызвало бы конфликт с существующей схемой компании ENUM, предлагавшей объединить телефонные номера и DNS.

## Регистрация
В России в этой доменной зоне аккредитованы три регистратора: «Региональный сетевой информационный центр» (RU-CENTER, Москва), «Центрохост» (Москва) и «Регтайм» (Самара). Всего в мире в новом домене 112 регистраторов.
За период приоритетной регистрации для владельцев товарных знаков, который проводился с 3 декабря 2008 года по 3 февраля 2009 года, в зоне .TEL зарегистрировали свои обозначения свыше 10 тыс. мировых брендов.
- 26 марта 2009 года зарегистрировано более 100 тысяч доменов .tel[2].
- 21 мая 2009 года — 200 000[3].

## Преимущества домена TEL по сравнению с другими
- информация доступна как с компьютеров, так и с любых мобильных интернет-устройств (даже со встроенного wap-браузера)[источник не указан 2319 дней];
- компания может разместить географические координаты своего офиса — он будет отображаться в картах Google[источник не указан 2319 дней];
- скорость загрузки страницы несравненно выше, чем с обычными интернет-страницами[источник не указан 2319 дней];
- входящий трафик при загрузке страницы — менее 10 КБ[источник не указан 2319 дней];
- поисковые машины молниеносно индексируют странички[источник не указан 2319 дней].

Адрес на новом домене зарегистрировали себе уже многие крупные корпорации: google.tel, apple.tel и так далее.